# 칼 고티렙

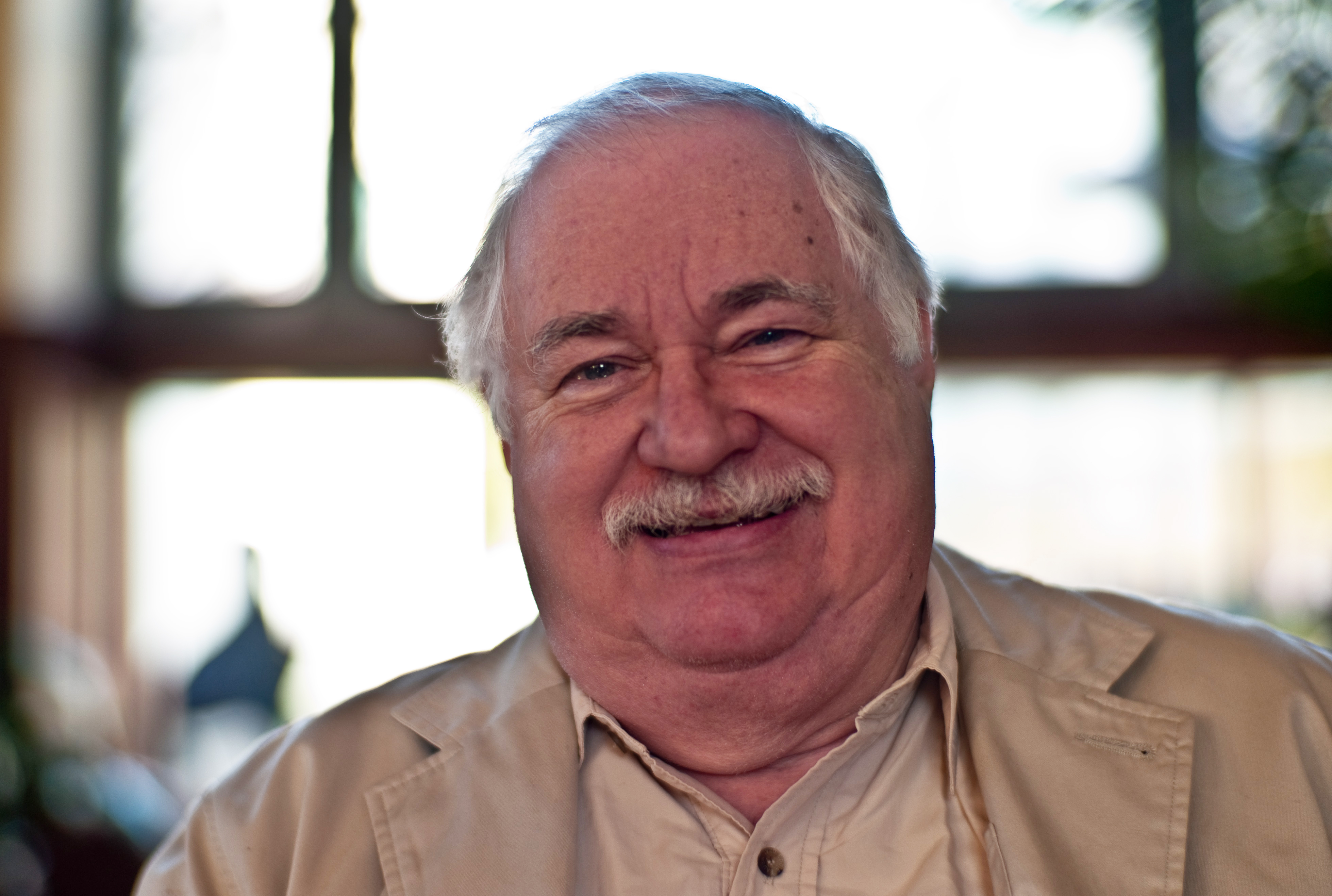

칼 고틀리브(Carl Gottlieb, 영어 발음: /ˈgɒtlib/, 1938년 3월 18일 ~ )은 미국의 각본가, 희극인, 배우, 작가, 영화 제작자, 영화 감독이다.
뉴욕에서 태어났다.

## 영화
- 클루리스 (1995년)
- 달 위의 아마존 여인 (1987년)
- 밤의 미녀 (1985년)
- 원시인 (1981년)
- 바보 네이빈 (1979년)
- 죠스 2 (1978년)
- 캐논볼 (1976년)
- 크라임 클럽 (1975년)
- 죠스 (1975년) - 벤 미도우스 역
- 세비지 (1973년)
- 섬씽 이블 (1972년)
- 매시 (1970년)